# Alex Ferrari
Alex Ferrari (ur. 1 lipca 1994 w Modenie) – włoski piłkarz występujący na pozycji obrońcy we włoskim klubie Sampdoria. Wychowanek Bologny, w trakcie swojej kariery grał także w takich zespołach, jak Crotone oraz Hellas Verona. Młodzieżowy reprezentant Włoch.